# 卢氏县县委土坯房
34°03′09″N 111°02′32″E / 34.05262°N 111.04236°E
卢氏县县委土坯房是河南省三门峡市卢氏县境内的一个地标性建筑，始建于1957年，是卢氏县县委办公的场所。中华人民共和国成立以来特别是改革开放后，卢氏县县委土坯房成为了卢氏县执政者勤政为民的极佳宣传物。但是也有民众质疑让干部在土坯房里办公为作秀。

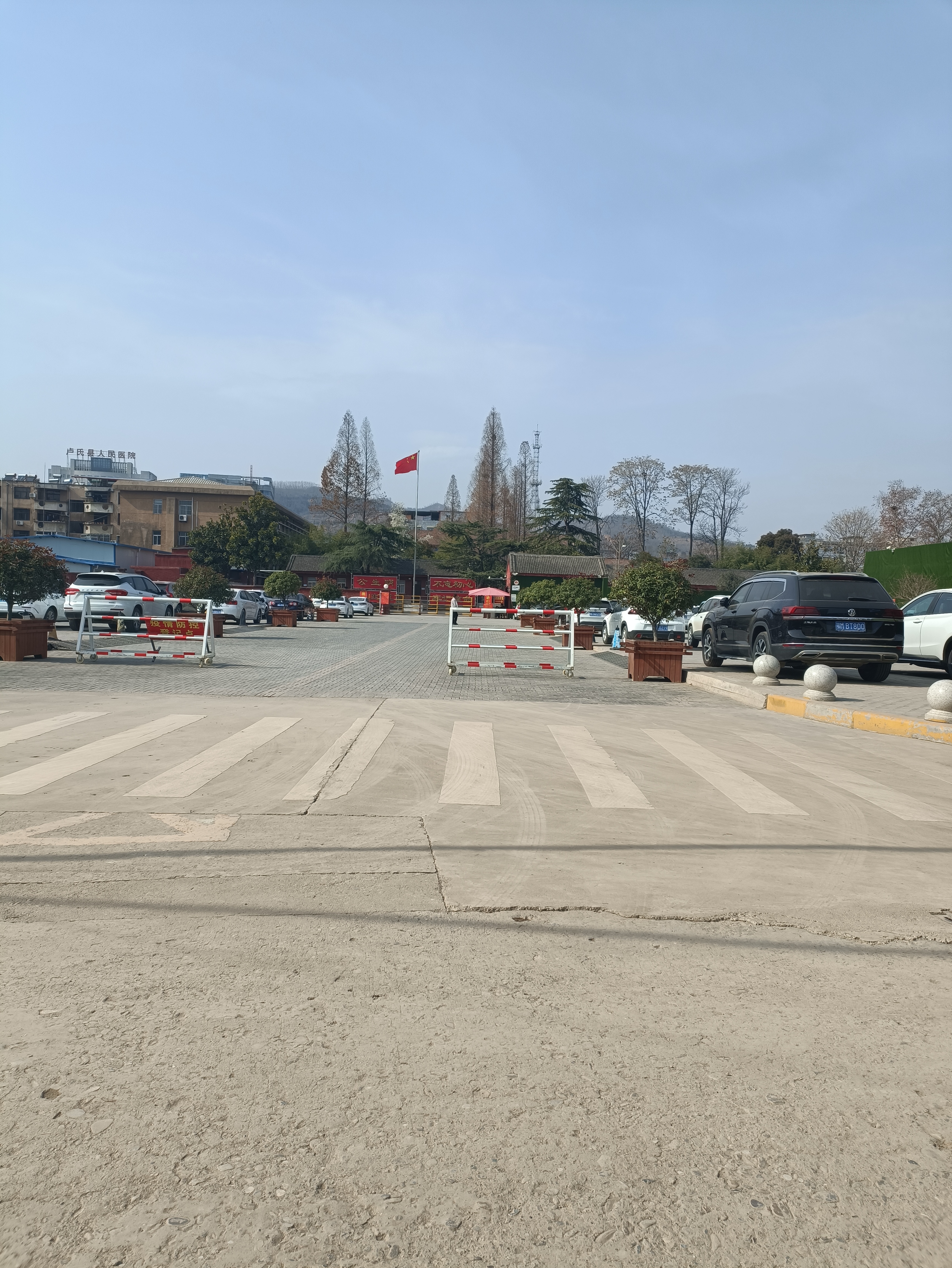
卢氏县县委

## 争议
杜保乾，王振清和王战方都曾因居住在卢氏县县委土坯房办公而被中国大陆媒体写文章吹捧：杜保乾被称为大山深处的好书记；王战方因为居住在土坯房内办公，被标榜为廉政，其在接受央视《面对面》节目专访时大谈，我舒服了老百姓舒服了吗？比起盖房子有更重要的事。杜保乾，王振清和王战方落马后，这三人居住的土坯房所象征的土坯房精神成为了当地人茶余饭后的笑谈。